# Ministério da Saúde Pública (Uruguai)
| Ministério da Saúde Pública                 |                       |
| 18 de Julio 1892, Montevidéu www.msp.gub.uy |                       |
| Criação                                     | 5 de setembro de 1933 |
| Sede do Ministério                          |                       |
| Sede do Ministério                          |                       |
| Atual ministro                              | Daniel Salinas        |

O Ministério da Saúde Pública (espanhol : Ministério de Salud Pública), é um ministério do Uruguai, liderado atualmente pelo ministro Daniel Salinas. É o órgão do governo responsável por estabelecer e executar as políticas referentes à saúde pública.

## História
Em 5 de setembro de 1933, o presidente de facto Gabriel Terra, criou a figura do Ministério da Saúde Pública através da lei 9202, também conhecida como "Lei Orgânica de Saúde Pública", promulgada em 12 de janeiro de 1934. Através dessa lei, houve a fusão das instituições públicas desse setor existentes até então, como por exemplo o "Conselho Nacional de Higiene", que possuía funções fundalmentalmente normativas, e a "Assistência Pública Nacional", cujas funções eram predominantemente assistenciais. O primeiro titular desta pasta foi o destacado médico e político Eduardo Blanco Acevedo.